# Taibe
Taibe (Arabisch: طيّبة, Hebreeuws: טַיִּבָּה), ook Tayibe, Taibeh of Tayiba genoemd, is een Arabisch-Israëlische stad in centraal Israël, ongeveer 14 kilometer ten zuidoosten van Netanya en 12 kilometer ten noordoosten van Kfar Saba. In 2010 had het een inwonertal van 37.323. in de zogeheten Driehoek. De bevolking van Taibe bestaat bijna volledig uit Palestijnse Israëliërs. De naam Taibe betekent goed en is gerelateerd aan het Hebreeuwse woord tov waar het Nederlandse tof van is afgeleid. Sinds 1990 is Taibe officieel een stad. Het maakt deel uit van de Regionale raad van Gilboa.

## Geschiedenis
Een dorp met de naam Tayyibat al-Ism stond op de lijst van plaatsen die door sultan Baibars werd toegekend aan zijn emirs rond het jaar 1265 n.Chr., meer dan 5 eeuwen na de Arabische verovering van Palestina. In de tijd van de mammelukken werd de naam van het dorp genoemd op documenten die naar de waqf van de moskee in Hebron verwezen. In deze tijd vestigden zich ook nomaden in het gebied.
Tijdens het Ottomaanse Rijk toonde het belastingregister (daftar) van 1596 dat het dorp onder het bestuur viel van de administratieve eenheid (nahiya) van Bani Sab. Met een bevolking van 50 huishoudens (khana) en 5 vrijgezellen, allen moslims, die belasting betaalden op tarwe, gerst, de zomeroogst (inclusief Guta, meloenen, bonen, groenten, enz.), olijfbomen, bijenkorven en geiten.
In het werk "Survey of Western Palestine" (Engels voor: "Overzicht van West-Palestina") dat aan het eind van de 19e eeuw n.Chr. werd geschreven, werd Taibe beschreven als een "groot verspreid dorp aan het einde van een helling, voornamelijk met stenen gebouwd. Het wordt door middel van waterbakken van water voorzien en is omringd door olijfbomen."
Bij de telling van 1931 had Taibe 2.944 inwoners die in 658 huizen woonden. Zij waren allen moslims. Mogelijk werden bij deze telling twee bedoeïenenstammen die in de buurt woonden meegerekend.
Gedurende de Arabisch-Israëlische Oorlog van 1948 namen Israëlische troepen het land rondom Taibe in, maar de plaats zelf niet. Taibe werd onderdeel van de staat Israël als onderdeel van de wapenstilstand met Jordanië. Volgens David Gilmour was het zo, dat "de bewoners woedend waren dat Abdullah I van Jordanië hen eenvoudig had overgeleverd aan Israël, maar dat ze ook opgelucht waren dat ze herenigd zouden worden met hun land. Echter, de wet op aankoop van bezittingen die verlaten zijn Absentees' property Law, die in 1950 werd aangenomen maar die met terugwerkende kracht werkte, was speciaal ontworpen voor dit soort gevallen. Hoewel zij hun dorp niet hadden verlaten, werden de inwoners ervan als 'afwezig' verklaard en hun land als 'verlaten grondgebied' geconfisqueerd. Volgens dorpelingen verloren zij 8.000 van de 11.000 are grondgebied die zij bezaten.
In 1952 kreeg Taibe de status van gemeente. Sinds 1990 heeft het de status van stad.